# 頓銳
頓銳（1489年—？），字叔養，号鸥汀，涿州左衛官籍，直隸涿州（今河北省涿州市）學生，明朝政治人物。

## 生平
正德五年（1510年）庚午科順天府鄉試第七名。正德六年（1511年）聯捷辛未科第三甲第一百八十二名進士。任直隸高淳縣知縣。特荐入为科道官，然而因未滿三十，选补户部主事。乞归乡里，历十余年。後晋戶部员外郎。

## 著作
頓銳少负诗名，时人称“涿郡有才一石，人得其二，銳得其八”。有《鸥汀长古集》，前集2卷、别集2卷、续集1卷，《渔啸集》2卷，《顿诗》1卷。另撰《涿鹿先贤传》。
正德九年（1514年），顿锐有感于高淳县自溧水割立后，县志阙知，遂刊刻《高淳县志》。

## 家族
曾祖父頓□；祖父頓□；父親頓□。母梁氏。具庆下。